# Иберийска уния
| Владения на Кастилския съвет Владения на Арагонския съвет Владения на Португалския съвет | италиански владения индийски владения фландрийски владения |

Иберийският съюз или Иберийската уния (срещан/а понякога и като Пиренейски съюз или Пиренейска уния) е лична уния между кралските корони на Кралство Испания и Кралство Португалия. Тя се създава в хода на Втората криза на португалското наследство и просъществува в периода 1580 – 1640 г. През тези години кралете на Испания Филип II, Филип III и Филип IV от династията на Хабсбургите разпростират властта си и над Португалия с нейните колонии.

## Предистория
По силата на Тордесиляския договор от 7 юни 1494 г., Римският папа Александър VI поделя след откриването на Америка с булата Inter caetera (с пореден № 2) между Испания и Португалия Новият свят (по-точно към онзи момент новооткритите земи, за които на никой не му е било ясно какви са) на сфери на влияние с оглед бъдещото им колонизиране. Под егидата на папския авторитет Испания и Португалия си разделят на сфери на влияние световните пространства извън Стария свят.
Другите европейски държави, имащи излаз към океана, в съответствие с международното право от това време се оказват притиснати в североизточния Атлантик (основно Кралство Англия и Нидерландия). Реформацията обаче им дава възможност да оспорят монопола на римокатолическите държави в проучването и усвояването на планетата. Светогледът, вероизповеданието и изповядваната идеология в двете страни са еднакви, поради и което сравнително безпрепятствено и в зависимост и от икономическите им интереси се стига до личната уния между държавните им глави.